# Biblioteca Brynmor Jones
La biblioteca Brynmor Jones es la biblioteca principal de la Universidad de Hull. En 1967 fue nombrada en honor a sir Brynmor Jones, quien inició la investigación en el campo de los cristales líquidos (LCD) en Hull y se convirtió en jefe del Departamento de Química en 1930. Él era el Vicerrector de la Universidad de 1956 a 1972.
El edificio consta de dos secciones principales, el estilo art déco se presenta en la entrada y la sección frontal, que es de cinco pisos de altura (tres que originalmente fueron subdivididos más tarde) y la extensión más reciente, terminado en 1969, que consta de 8 plantas más un sótano. La nueva sección tiene vistas sobre el Humber con tres ascensores para el uso de los estudiantes y un ascensor para el personal. Contiene libros y materiales de referencia principalmente para uso de los estudiantes de la universidad. También hay un gran número de ordenadores dentro de la biblioteca, que están conectados a la red de la Universidad.
Una tarjeta magnética se requiere para el acceso y para sacar libros. El poeta Philip Larkin fue bibliotecario aquí durante treinta años a partir de 1955 hasta su muerte en 1985.